# Moody-Diagramm

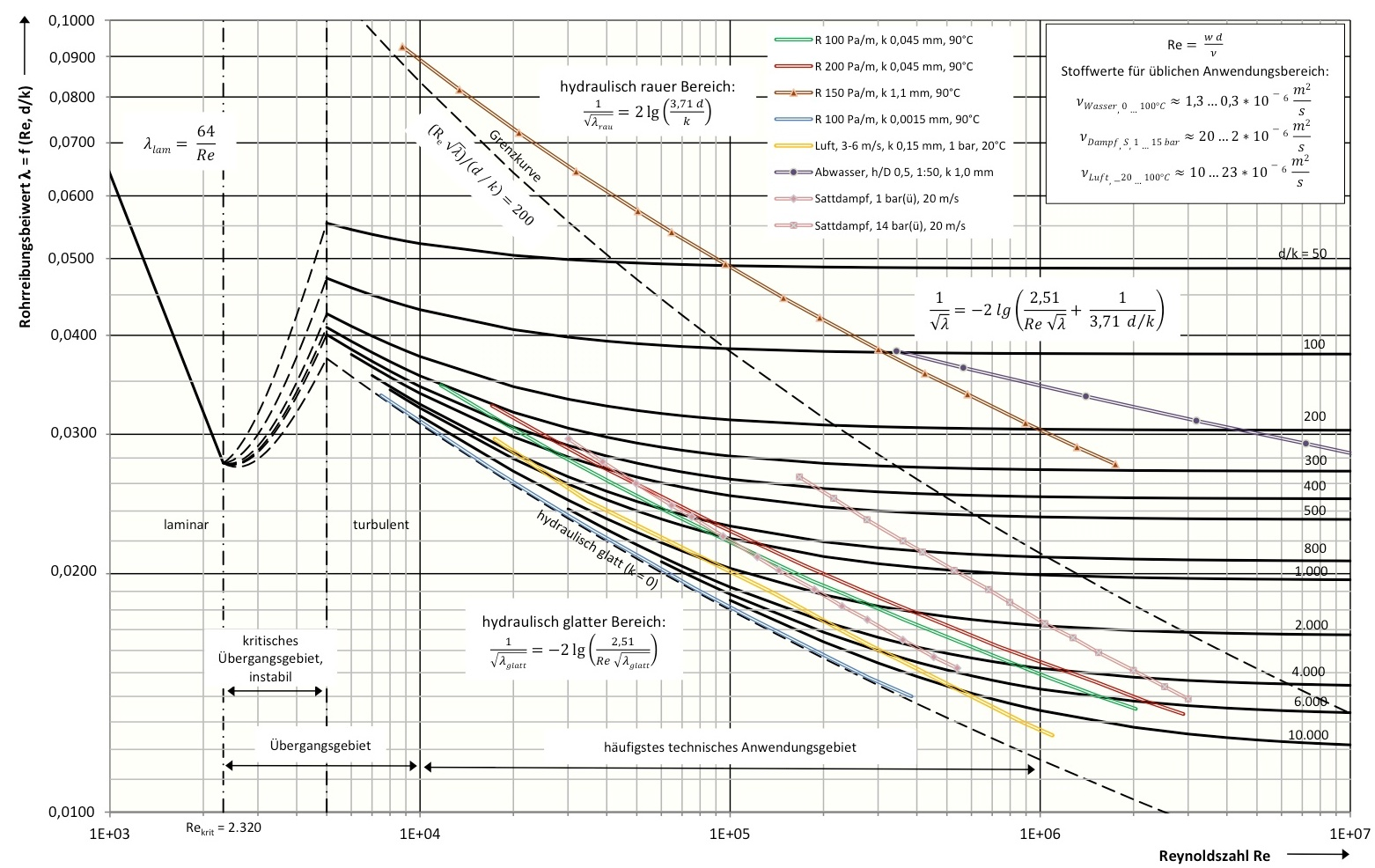
Moody-Diagramm

Das Moody-Diagramm – auch bekannt als Nikuradse-Colebrook-Moody-Diagramm oder als Rohrreibungsdiagramm – ist ein für strömungstechnische Anwendungen wichtiges Diagramm, das im Jahre 1944 vom amerikanischen Ingenieur Lewis F. Moody empirisch erstellt wurde. Es ermöglicht das Berechnen des Druckverlustes in einer geraden Rohrleitung mit voll ausgebildeter laminarer oder turbulenter Strömung.
Es zeigt im logarithmischen Maßstab den Zusammenhang zwischen den einheitenlosen Größen
- Reibungskoeffizient {\displaystyle \lambda } (senkrechte Achse)
- Reynolds-Zahl (waagerechte Achse) und
- Kehrwert {\displaystyle {\frac {d}{R_{z}}}} bzw. in der Abb. {\displaystyle {\frac {d}{k}}} der relativen Rauheit (Parameter der entstehenden Kurvenschar; mit dem Durchmesser {\displaystyle d} des Rohres und der gemittelten Rautiefe {\displaystyle R_{z}} bzw. {\displaystyle k}).

## Grenzen für Konstanz und für hydraulisch glattes Verhalten
Das Moody-Diagramm zeigt einen deutlichen Unterschied zwischen dem Strömungsverhalten von laminarer oder turbulenter Strömung.
Für turbulente Strömung ist eine Konstanzgrenze erkennbar ("Grenzkurve" in der Abb.), ab welcher der Reibungskoeffizient für eine feste relative Rauhigkeit bei steigender Reynolds-Zahl konstant bleibt (der Reibungskoeffizient ist für den entsprechenden Bereich der Reynolds-Zahl unabhängig von Geschwindigkeit und Viskosität).
Ebenso ist eine Grenze für hydraulisch glattes Verhalten erkennbar: Der Reibungskoeffizient hat hier für eine bestimmte Reynolds-Zahl einen Mindestwert, der auch für eine sehr geringe gemittelte Rautiefe nicht unterschritten wird. In diesem Bereich ist {\displaystyle R_{z,max}\leq \delta }, d. h. die Riefen der Rohrwand bleiben gänzlich innerhalb der stark reibungsbehafteten zähen Unterschicht mit der Dicke {\displaystyle \delta }.